# Piscina natural

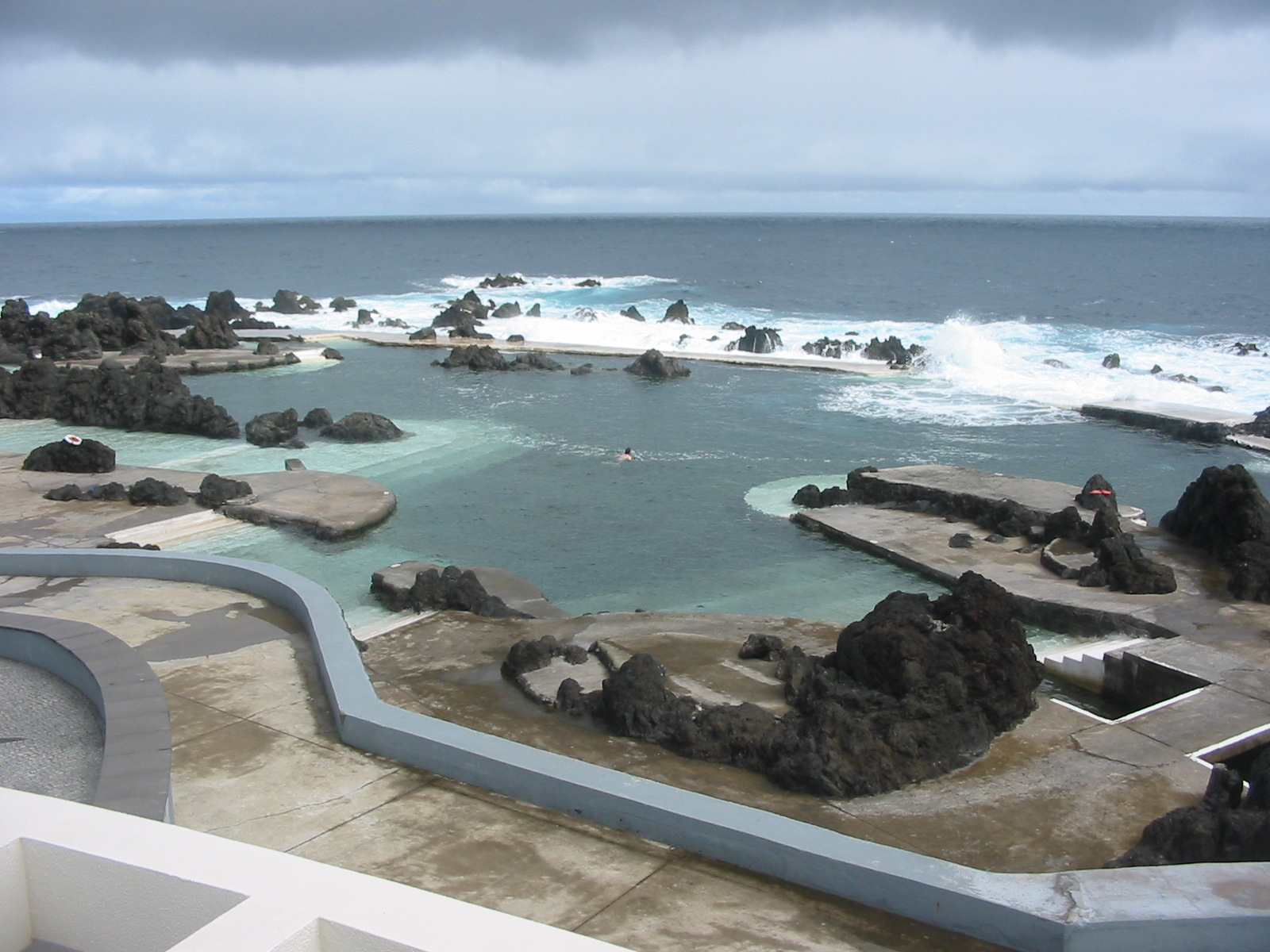
Piscinas Naturais do Porto Moniz, Madeira.

Uma piscina natural, em alguns casos conhecida como biopiscina, é uma formação natural ou de construção humana, similar a uma piscina com água doce ou salgada em seu interior, geralmente formada por diversos tipos de pedras. Também se define como uma piscina que utiliza sistemas de limpeza e filtro naturais (plantas, peixes) em vez de produtos químicos.
O processo de depuração de uma piscina natural se dá por meio de plantas que ajudam a oxigenar e eliminar os nutrientes que permitem que se propaguem as algas e outros microorganismo como larvas de mosquitos. Porém, esta não garante a eliminação completa desses seres biológicos.
Geralmente são construídas por humanos em diversos locais ou formada naturalmente em praias e cachoeiras.

## Vantagens
- Não há cloro, irritante para os olhos e mucosa. A qualidade da água é similar a um lago, rio ou lagoa.
- Necessita de menos manutenção (uma limpeza anual do fundo) e não necessita de comprar produtos químicos.
- Pode-se incluir animais e plantas aquáticas, não apenas como adornos, mas como exterminador de larva e insetos.

## Desvantagens
- Pode ser contaminado por contágio caso seu afluente (mar ou rio) também esteja contaminado.
- Difícil e moderada construção, devido o fato da oscilação do conteúdo.
- Difícil encontrar profissionais qualificados.